# Montpezat (Gard)
 Montpezat  es una población y comuna francesa, situada en la región de Languedoc-Rosellón, departamento de Gard, en el distrito de Nimes y cantón de Saint-Mamert-du-Gard.

## Demografía
| 475 | 465 | 473 | 589 | 671 | 923 |
| Para los censos de 1962 a 1999 la población legal corresponde a la población sin duplicidades (Fuente: INSEE [Consultar]) |     |     |     |     |     |